# أليكس دي لا إغليسيا
أليكس دي لا إغليسيا (بالإسبانية: Álex de la Iglesia) هو مخرج أفلام إسباني وكاتب سيناريو ومنتج وكاتب هزلي سابق، دائماً ما تكون أفلامه حول الموت والقتل، وترتكز جُل أعماله حول الدراما والرعب.

## حياته
ولد أليكس دي لا إغليسيا في بلباو في إسبانيا، في عام 1965. ودرس الفلسفة في جامعة ديوستو وانتهى به العمل إلى الكتابة الهزلية في سن مبكرة، في 2014 قام بإخراج فيلم ميسي الذي يخص حياة اللاعب الأرجنتيني ليونيل ميسي.

## أعماله
- Acción mutante (Mutant Action 1993)
- El día de la Bestia (The Day of the Beast, 1995)
- Perdita Durango (Dance with the Devil, 1997)
- Muertos de risa (Dying of Laughter, 1999)
- La comunidad (Common Wealth, 2000)
- 800 balas (800 Bullets, 2002)
- Crimen ferpecto (Ferpect Crime, 2004)
- La habitación del niño (The Baby's Room, 2006)
- The Oxford Murders (2008)
- Balada Triste de Trompeta (The Last Circus, 2010)
- La chispa de la vida (As Luck would have it, 2011)
- Las Brujas de Zugarramurdi (Witching & Bitching, 2013)
- Messi (documentary film about Lionel Messi, 2014)
- Words With Gods (2014)
- Mi gran noche (2015)

## روابط خارجية
- أليكس دي لا إغليسيا على موقع IMDb (الإنجليزية)
- أليكس دي لا إغليسيا على موقع ألو سيني (الفرنسية)
- أليكس دي لا إغليسيا على موقع تيرنر كلاسيك موفيز (الإنجليزية)
- أليكس دي لا إغليسيا على موقع أول موفي (الإنجليزية)
- أليكس دي لا إغليسيا على موقع قاعدة بيانات الأفلام السويدية (السويدية)
- أليكس دي لا إغليسيا على موقع إن إن دي بي (الإنجليزية)
- أليكس دي لا إغليسيا على موقع قاعدة بيانات الفيلم (الإنجليزية)
- أليكس دي لا إغليسيا على موقع كينوبويسك (الروسية)